# Yoná Magalhães
Yoná Magalhães Gonçalves Mendes da Costa (Rio de Janeiro, 7 de agosto de 1935 — Rio de Janeiro, 20 de outubro de 2015) foi uma atriz brasileira.

## Biografia

### Início da Carreira: 1954-1964
Yoná começou a sua carreira na rádio e TV Tupi em 1954, desempenhando pequenos papéis e fazendo figuração. Depois de muito trabalho, teve a sua grande chance e surgiram os grandes papéis e personagens de destaque. Tudo isto ainda antes do videotape. Apesar de estar afastada do Rio de Janeiro, tendo ido morar na Bahia, não abandonou o trabalho. Em Salvador, com o grupo A Barca, formado por ex-alunos da escola de teatro e sob a direção de Luís Carlos Maciel, participou em grandes clássicos da TV Itapoan. Convidada por Glauber Rocha, participou também da gravação de Deus e o Diabo na Terra do Sol, como Rosa, filmando em Monte Santo, na Bahia.
No teatro trabalhou com vários autores brasileiros como: Vicente Pereira, Nelson Rodrigues, Plínio Marcos, Guilherme Figueiredo, Miguel Falabella, Pedro Bloch, Alcione Araújo e Carlos E. Neves. Contudo, dedicou-se mais à televisão, onde realizou a maioria dos seus trabalhos.
Em 1964 voltou ao Rio de Janeiro. Ainda antes de voltar ao vídeo, foi dirigida por Sérgio Cardoso, tendo recebido um convite da atriz Nathália Timberg para trabalhar na peça Vestido de Noiva, de Nelson Rodrigues, encenada no Teatro Municipal. Participou ainda nas montagens de Terror e Miséria no Terceiro Reich, de Bertolt Brecht, e em Os Físicos, de Dürrenmat, antes de criar sua própria Companhia, com a qual encenou O Pecado Imortal e Os Inimigos Não Mandam Flores, de Pedro Bloch.

### Popularidade e Sucesso na TV brasileira: 1966-1978

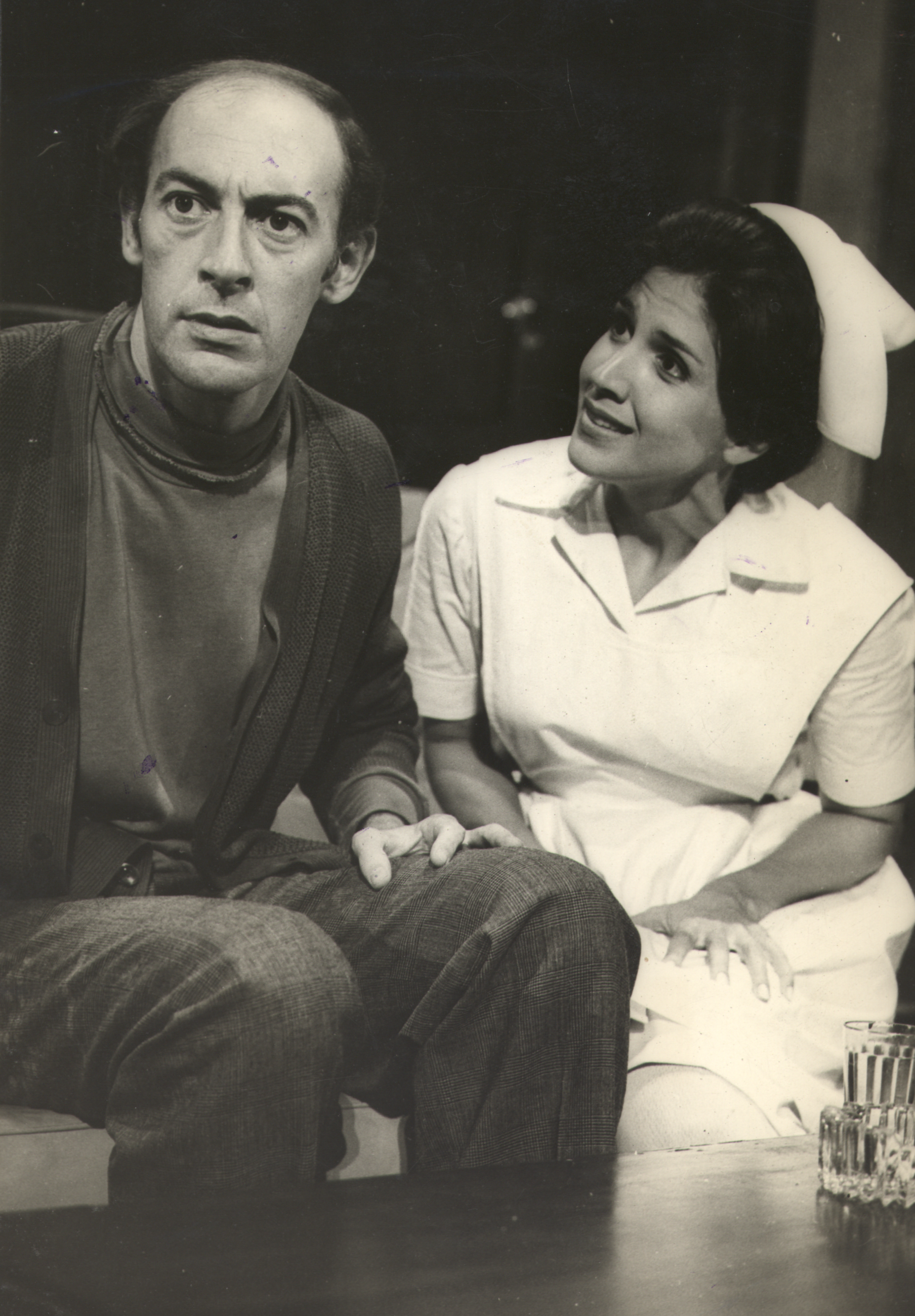
Yoná com Raul Cortez. Retrato sob a guarda do Arquivo Nacional (Brasil).

A popularidade veio em março de 1966, quando foi convidada por Walter Clark para participar na novela Eu Compro Esta Mulher (1966), de Glória Magadan, onde formou par com o ator Carlos Alberto, sendo o primeiro par romântico da emissora. A atriz trabalhou ainda em outras novelas da mesma autora, tais como O Sheik de Agadir (1966), com Leila Diniz e Marieta Severo, A Sombra de Rebecca (1967), O Homem Proibido (1968), A Gata de Vison (1968/1969), onde contracenou com Tarcísio Meira e Geraldo Del Rey, e A Ponte dos Suspiros (1969). Com o ator Carlos Alberto, Yoná formou a dupla mais famosa da televisão brasileira.
Yoná Magalhães foi a primeira mocinha do casting da Rede Globo.
Transferiu-se para a Rede Tupi, de São Paulo, em 1970, junto com Carlos Alberto, tendo ambos participado na novela Simplesmente Maria, dirigida por Walter Avancini. Em 1972, de volta à Rede Globo, Yoná Magalhães integrou a novela Uma Rosa com Amor, ao lado de Marília Pêra e Paulo Goulart. Escrita por Vicente Sesso, com a direção de Walter Campos, a novela contava a história da secretária Serafina Rosa Petroni (Marília Pêra) e do seu amor pelo patrão, Claude Antoine Geraldi (Paulo Goulart). Na trama, Yoná Magalhães deu vida a Nara Paranhos de Vasconcelos, que rivalizava com Serafina pelo amor de Claude.
No ano seguinte, integrou o elenco de O Semideus (1973),de Janete Clair, sob a direção de Daniel Filho e Walter Avancini. Faziam parte do elenco Tarcísio Meira, Glória Menezes, Francisco Cuoco, entre outros. Em 1974, atuou em Corrida do Ouro, de Lauro César Muniz, que teve a colaboração de Gilberto Braga e a direção de Reynaldo Boury. 
Em 1975, a atriz atuou em duas novelas: Cuca Legal, de Marcos Rey, sob a direção de Oswaldo Loureiro, e O Grito, de Jorge Andrade, que foi dirigida por Walter Avancini, Roberto Talma e Gonzaga Blota. No ano seguinte, Yoná Magalhães integrou o elenco de Saramandaia, de Dias Gomes, sendo novamente dirigida pelo mesmo trio. Yoná participou, ainda, em Espelho Mágico (1977), de Lauro César Muniz, com direção de Daniel Filho, Gonzaga Blota e Marco Aurélio Bagno. No enredo, que retratava o quotidiano dos profissionais que trabalham na televisão, Yoná Magalhães interpretou Nora Pellegrini, uma ex-estrela que desempenhava papéis secundários. 
Sinal de Alerta, escrita por Dias Gomes e Walter George Durst, em 1978, apresentou a atriz no papel da jornalista Talita, proprietária da Folha do Rio, um jornal que liderava uma campanha contra a deterioração do meio ambiente. A novela teve direção de Jardel Mello, Gonzaga Blota e Paulo Ubiratan. 

### TV Tupi e volta à Rede Globo: 1979-1989
No final da década de 1970, mudou-se para a cidade de São Paulo, onde trabalhou na Rede Tupi, atuando na novela Gaivotas (1979), de Jorge Andrade, e na Rede Bandeirantes, onde participou nas novelas Cavalo Amarelo (1980), de Ivani Ribeiro, Os Imigrantes (1981), de Benedito Ruy Barbosa, Wilson Aguiar Filho e Renata Palottini, e Maçã do Amor (1983), de Wilson Aguiar Filho.  
Em 1984, de volta ao Rio de Janeiro e à TV Globo, Yoná Magalhães viveu a comerciante americanófila Maria da Graça, na novela Amor com Amor Se Paga, escrita pela autora Ivani Ribeiro e dirigida por Atílio Riccó, Jayme Monjardim e Gonzaga Blota. 
No ano seguinte, participou na novela de maior sucesso da história da TV Globo: Roque Santeiro (1985), de Dias Gomes e Aguinaldo Silva. Na trama, dirigida por Paulo Ubiratan, Jayme Monjardim, Gonzaga Blota e Marcos Paulo, a atriz deu vida a Matilde, dona de uma boate onde trabalhavam as dançarinas Ninon (Cláudia Raia) e Rosaly (Isis de Oliveira). 
A seguir, Yoná Magalhães integrou a novela O Outro (1987), escrita por Aguinaldo Silva, na qual interpretou a exuberante Índia do Brasil, secretária do personagem Denizard, interpretado por Francisco Cuoco. Em 1989, desempenhou um papel em Tieta, de Aguinaldo Silva, Ana Maria Moretzsohn e Ricardo Linhares, tendo dado vida a Tonha, mulher de Zé Esteves (Sebastião Vasconcelos), pai de Tieta (Betty Faria). 

### Consolidação como grande atriz: 1990-2013
Em 1990, atuou em Meu Bem, Meu Mal, de Cassiano Gabus Mendes, no papel da protagonista Valentina, irmã de Dom Lázaro, desempenhado pelo ator Lima Duarte. Dois anos depois, participou na novela Despedida de Solteiro (1992), escrita por Walther Negrão, Rose Calza e Ângela Carneiro, sob a direção de Reynaldo Boury, Carlos Manga Júnior e Cláudio Cavalcanti. Até o final da década de 1990, participou ainda em outras três novelas do autor Walther Negrão: Anjo de Mim (1996), na qual interpretou Ivete; Era uma vez... (1998), no papel de Anita; e Vila Madalena (1998), quando viveu Abigail Rodriguez, a Bibiana. Yoná Magalhães trabalhou ainda em A Próxima Vítima (1995), no papel de Carmela Ferreto (Cacá), uma das quatro irmãs Ferreto (as outras foram Filomena Ferreto (Aracy Balabanian), Francesca Ferreto (Tereza Rachel) e Romana Ferreto (Rosamaria Murtinho. A personagem de Yoná era mãe de Isabella Ferreto (Cláudia Ohana), a vilã da novela e ex-esposa de Adalberto, interpretado por Cecil Thiré, o pai de Isabella, que no final viria a ser o serial-killer da trama. O personagem de Yoná causou grandes discussões, por ter um relacionamento com um rapaz muito mais jovem do que ela - Adriano, interpretado pelo ator Lugui Palhares. 
Em 2001, a atriz participou de duas novelas: A Padroeira, de Walcyr Carrasco, com a direção de Walter Avancini – em seu último trabalho – e Mário Márcio Bandarra. E As Filhas da Mãe, escrita por Silvio de Abreu, Alcides Nogueira e Bosco Brasil, com direção de Jorge Fernando. 
Em Agora É que São Elas (2003), novela de Ricardo Linhares, a atriz viveu Sofia, sob a direção de Roberto Talma, Leandro Nery e Amora Mautner. No ano seguinte, a atriz interpretou Flaviana, sogra do personagem de José Wilker, Giovanni Improtta, em Senhora do Destino, de Aguinaldo Silva. Na novela, a personagem Flaviana implicava com o personagem de Wilker por ele se relacionar com uma garota muito mais jovem do que ele, a ninfa bebé, interpretada pela atriz Ludmila Dayer. 
Em 2007, Yoná Magalhães integrou o elenco da novela Paraíso Tropical, de Gilberto Braga e Ricardo Linhares. Na trama, deu vida à ex-vedeta Virgínia, mulher do malandro Belisário Cavalcanti (Hugo Carvana), com quem participava em pequenos golpes que visavam, sobretudo, manter o nível de vida do casal, agora decadente. O personagem de Yoná teve brigas memoráveis com a personagem Iracema (Daisy Lúcidi), que era síndica do edifício Copa Mara, em Copacabana, onde as personagens moravam. 
Em 2008, atuou na novela Negócio da China, de Miguel Falabella, interpretando Suzete, mãe da protagonista Lívia (Grazi Massafera) e avó do menino Théo (Eike Duarte). 
Yoná Magalhães participou também em importantes minisséries da TV Globo, como Grande Sertão: Veredas (1985) e Engraçadinha... Seus Amores e Seus Pecados (1995), e atuou em diversas séries da emissora, entre as quais: A Vida Como Ela É, Você Decide e Carga Pesada. 
Em 2009, Yoná Magalhães participou na série Tudo Novo de Novo e na novela Cama de Gato, ambos da Rede Globo, nesta última interpretando Adalgisa Monteiro de Brito, que armava trambiques com Severo, personagem de Paulo Goulart. 
Yoná foi protagonista de grandes sucessos da televisão como: O Sheik de Agadir, Eu Compro Esta Mulher, A Sombra de Rebeca, Demian, o Justiceiro, A Gata de Vison, A Ponte dos Suspiros, Simplesmente Maria, Uma Rosa com Amor, Cuca Legal, Saramandaia, O Grito, Espelho Mágico, Sinal de Alerta,Gaivotas, Cavalo Amarelo, Maçã do Amor, Amor com Amor Se Paga, O Outro e Vida Nova. 
Com o enorme sucesso da sua personagem Matilde, a dona da boate, na novela Roque Santeiro, foi convidada, em fevereiro de 1986, a posar nua na revista masculina Playboy, aos cinquenta anos de idade. Seu último trabalho foi na novela Sangue Bom, interpretando a personagem Glória Pais. 

### Morte
Faleceu no Rio de Janeiro, na manhã do dia 20 de outubro de 2015, aos 80 anos. Yoná estava internada desde o dia 18 de setembro, na Casa de Saúde São José, no Humaitá, Zona Sul do Rio de Janeiro. O hospital informou que, no dia em que deu entrada na unidade, a atriz foi submetida a uma cirurgia para corrigir uma insuficiência cardíaca. Após o procedimento, ela foi internada na UTI, mas apresentou sepse pós-operatória, devido à debilidade natural do organismo causada pela idade avançada, o que a levou ao falecimento às 10h05.

## Vida pessoal
Yoná Magalhães nasceu no bairro suburbano de Lins de Vasconcelos, Zona Norte da cidade do Rio de Janeiro.
De 1960 a 1965 foi casada com o produtor Luís Augusto Mendes, com quem teve seu único filho: Marco Magalhães Mendes, nascido de parto normal, no Rio de Janeiro, em 1964. 
Seu segundo casamento ocorreu de 1966 a 1971 com o ator Carlos Alberto. Após sua segunda separação, não casou-se mais, apenas manteve relacionamentos amorosos com homens anônimos e famosos. 

## Filmografia

### Televisão
| Ano  | Título                          | Papel                                     | Notas                                                 |
| ---- | ------------------------------- | ----------------------------------------- | ----------------------------------------------------- |
| 1955 | Ambição                         |                                           |                                                       |
| 1955 | As Professoras                  |                                           |                                                       |
| 1956 | Grande Teatro Tupi              |                                           | Episódio: "Um Menino Dentro da Noite"                 |
| 1956 | Grande Teatro Tupi              | Episódio: "Até Parece Romance"            |                                                       |
| 1957 | Grande Teatro Tupi              | Cecília                                   | Episódio: "Como Nos Amamos"                           |
| 1957 | Grande Teatro Tupi              | Margarida                                 | Episódio: "A Dama das Camélias"                       |
| 1957 | Grande Teatro Tupi              | Perichole                                 | Episódio: "A Carroça do St. Sacramento"               |
| 1957 | Grande Teatro Tupi              | Episódio: "A Última Conquista de D. Juan" |                                                       |
| 1957 | Além do Céu Azul                |                                           |                                                       |
| 1957 | Era Uma Vez... Um Palhaço!      |                                           |                                                       |
| 1957 | O Sol Está à Nossa Espera       |                                           |                                                       |
| 1957 | O Tempo Tudo Apaga              |                                           |                                                       |
| 1957 | Somos Dois                      |                                           |                                                       |
| 1958 | O Medo e a Arma                 | Amante                                    |                                                       |
| 1958 | Primavera                       | Josefina                                  |                                                       |
| 1959 | Trágica Mentira                 |                                           |                                                       |
| 1966 | Eu Compro Esta Mulher           | Maria Teresa                              |                                                       |
| 1966 | O Sheik de Agadir               | Janette Legrand                           |                                                       |
| 1967 | A Sombra de Rebeca              | Suzuki                                    |                                                       |
|      | Demian, o Justiceiro            | Surama                                    |                                                       |
| 1968 | A Gata de Vison                 | Dolly/Meggie Parker                       |                                                       |
| 1969 | A Ponte dos Suspiros            | Leonor Dandolo                            |                                                       |
| 1970 | Simplesmente Maria              | Maria Ramos                               |                                                       |
| 1972 | Uma Rosa com Amor               | Nara Paranhos de Vasconcelos              |                                                       |
| 1973 | O Semideus                      | Adriana Penha                             |                                                       |
| 1973 | Caso Especial                   | Elisa                                     | Episódio: "As Algemas, a Pedra e o Punhal"            |
| 1973 | Caso Especial                   | Elza                                      | Episódio: "As Praias Desertas"                        |
| 1974 | Corrida do Ouro                 | Walquíria Braga Albuquerque               |                                                       |
| 1975 | Cuca Legal                      | Fátima                                    |                                                       |
| 1975 | O Grito                         | Kátia                                     |                                                       |
| 1976 | Saramandaia                     | Zélia Tavares                             |                                                       |
| 1977 | Espelho Mágico                  | Nora Pelegrini / Assunta                  |                                                       |
| 1978 | Sinal de Alerta                 | Talita Bastos                             |                                                       |
| 1978 | Caso Especial                   | Telma                                     | Episódio: "E Agora, Marco?"                           |
| 1979 | Gaivotas                        | Maria Emília                              |                                                       |
| 1980 | Cavalo Amarelo                  | Pepita                                    |                                                       |
| 1980 | Dulcinéa Vai à Guerra           | Pepita                                    |                                                       |
| 1981 | Os Imigrantes                   | Mercedez                                  |                                                       |
| 1982 | Os Imigrantes: Terceira Geração | Mercedita / Pilar Molina                  |                                                       |
| 1983 | Maçã do Amor                    | Lia                                       |                                                       |
| 1984 | Amor com Amor Se Paga           | Maria da Graça (Grace)                    |                                                       |
| 1984 | Partido Alto                    | Drª Miranda Barros                        | Participação Especial                                 |
| 1985 | Roque Santeiro                  | Matilde Mendes de Oliveira                |                                                       |
| 1985 | Grande Sertão: Veredas          | Maria Mutema                              |                                                       |
| 1987 | O Outro                         | Índia do Brasil                           |                                                       |
| 1988 | Vida Nova                       | Laura (Lalá)                              |                                                       |
| 1989 | Tieta                           | Maria Antônia Ferreira Esteves (Tonha)    |                                                       |
| 1990 | Meu Bem, Meu Mal                | Valentina Venturini                       |                                                       |
| 1992 | Despedida de Solteiro           | Lola                                      |                                                       |
| 1993 | Sonho Meu                       | Magnólia Guerra                           |                                                       |
| 1993 | Caso Especial                   | Adalberta                                 | Episódio: "O Santo que Não Acreditava em Deus"        |
| 1994 | Você Decide                     | Léa                                       | Episódio: "A vida não acabou"                         |
| 1995 | Engraçadinha                    | Geni                                      |                                                       |
| 1995 | A Próxima Vítima                | Carmela Ferreto Vasconcellos (Cacá)       |                                                       |
| 1996 | A Vida como Ela É...            |                                           |                                                       |
| 1996 | A Vida como Ela É...            | Srª. Guedes                               | Episódio: "O Monstro"                                 |
| 1996 | A Vida como Ela É...            | Flávia                                    | Episódio: "O Delicado"                                |
| 1996 | A Vida como Ela É...            | Glória                                    | Episódio: "O Sacrilégio"                              |
| 1996 | A Vida como Ela É...            | D. Eduarda                                | Episódio: "Pai Por Dinheiro"                          |
| 1996 | Anjo de Mim                     | Ivete                                     |                                                       |
| 1997 | Malhação                        | Elizabeth                                 | Temporada 3                                           |
| 1998 | Era uma Vez...                  | Anita Reis                                |                                                       |
| 1999 | Vila Madalena                   | Abigail Ramirez (Bibiana)                 |                                                       |
| 2001 | A Padroeira                     | Úrsula Paz                                |                                                       |
| 2001 | As Filhas da Mãe                | Violante Ventura                          |                                                       |
| 2002 | Zorra Total                     | D. Maria I                                |                                                       |
| 2003 | Agora É que São Elas            | Sofia Ramos Zabelheira                    |                                                       |
| 2004 | Um Só Coração                   | Lígia do Amaral                           |                                                       |
| 2004 | Senhora do Destino              | Flaviana Mendonça                         |                                                       |
| 2005 | Carga Pesada                    | Edna                                      | Episódio: "Vem Dançar"                                |
| 2005 | Sob Nova Direção                | Daslusa Fragoso                           | Episódio: "2 de outubro"                              |
| 2007 | Paraíso Tropical                | Virgínia Batista                          |                                                       |
| 2008 | Dicas de Um Sedutor             | Eliana                                    | Episódio: "Amor e Amizade"                            |
| 2008 | Negócio da China                | Suzete Noronha                            |                                                       |
| 2009 | Cama de Gato                    | Adalgisa Monteiro de Britto               |                                                       |
| 2009 | Tudo Novo de Novo               | Esther                                    | Episódio: "Sogras e Lagartos" Episódio: "Intimidades" |
| 2011 | Tapas & Beijos                  | Leda                                      | Episódio: "23 de agosto"                              |
| 2013 | Sangue Bom                      | Glória Pais                               |                                                       |

### Cinema
| Ano  | Título                         | Papel  |
| ---- | ------------------------------ | ------ |
| 1958 | Alegria de Viver               | Sílvia |
| 1958 | Pista de Grama                 |        |
| 1964 | Deus e o Diabo na Terra do Sol | Rosa   |
| 1965 | Society em Baby-Doll           | Esposa |
| 1967 | A Opinião Pública              |        |

## Teatro
- Terror e Miséria
- Os Físicos
- Society em Baby-Doll
- Os Inimigos Não Mandam Flores
- Balbina de Inhansãn
- Vestido de Noiva
- Mulher Integral
- Falcão-peregrino
- Vagas para Moças de Fino Trato
- A Partilha
- O Milagre da Santa